# 萨拉斯 (匈牙利)
萨拉斯，是匈牙利巴兰尼亚州所辖的一个村。总面积5.98平方公里，总人口29，人口密度4.8人/平方公里（2011年1月1日）。